# 源頼平
源 頼平（みなもと の よりひら）は、平安時代中期の武士・官人。源満仲の四男。一説に兄・頼光の養子となっていたとされるほか、従兄弟・頼季（源満快の子）と同人物ともされる（『尊卑分脈』）。

## 経歴
兄・頼光と同様、主に京における中級官人として活動する。長元4年（1031年）には正倉率分所別当の候補に名が上がるも、これを辞退したとの記録が残っている（『小右記』）。その後出家して満照と号し、摂津国多田庄内に普明寺を開山した。

## 子孫
藤原惟風（藤原北家長良流）の娘を娶って長男・柏原頼盛、次男・檜坂忠季を儲けたほか、匂当源頼風、祇園別当阿闍梨永壽、園城寺博士頼増、四天王寺別当頼昭らの子があった。
また、女子は三名が確認され、源資通、藤原季仲、源済政の室となっている。子孫は柏原氏、檜坂氏、匂当氏などを称すが、三人の兄の家系ほどの活躍は見られない。なお忠季の子・忠尋は天台座主・大僧正となり、天台宗の発展に功績を挙げている。

## 系譜
- 父：源満仲
- 母：源俊女
- 妻：藤原惟風女
  - 男子：源頼盛 - 頼成とも。号・柏原。従五位下、伊豆守。
  - 男子：源忠季 - 号・檜坂。従五位上、土佐守。
- 妻：不明
  - 男子：源頼風
  - 男子：頼増
  - 女子：藤原季仲室 - 実子もしくは養女。
- 養子
  - 男子：永壽
  - 男子：頼昭
  - 女子：源資通室
  - 女子：源済政室